# Тальман, Израиль Моисеевич
Тальман Израиль Моисеевич (1895, Ростов-на-Дону — 1965, Ленинград) — советский хирург-уролог, доктор медицинских наук (1935), профессор, полковник медицинской службы.

## Биография
Родился в 1895 году в городе Ростов-на-Дону в бедной многодетной семье. Был вынужден рано зарабатывать на жизнь. В 1914 году поступил на медицинский факультет Харьковского университета, через год перевелся на медицинский факультет Варшавского университета, эвакуированного в связи с началом Первой мировой войны в Ростов-на-Дону. В 1919 году до получения диплома был мобилизован в звании зауряд-врача в РККА. В 1920 году сдал экзамены за полный курс университета. 
В 1921 году окончил курсы по рентгенологии при Главном санитарном управлении РККА. Служил ординатором и начальником хирургических отделений военных госпиталей в Армавире, Краснодаре, Ростове-на-Дону. 
В 1927—1929 годах совершенствовался в госпитальной хирургической клинике Военно-медицинской академии Рабоче-крестьянской Красной армии в Ленинграде, с 1930 года стал преподавать в ВМА. Одновременно читал курс лекций по урологии в Институте усовершенствования врачей. 
В 1935 году Тальман удостоен степени доктора медицинских наук за диссертацию «Хирургия почек и мочеточников», написанную по материалам клиники профессора Сергея Петровича Фёдорова, учеником которого он был.
В 1939—1945 годах — заведующий кафедрой общей хирургии в ВМА имени С. М. Кирова.
В 1941—1945 годах — выполнял обязанности главного хирурга Калининского фронта, затем главный хирург 2-го Белорусского и Карельского фронтов. В годы ВОВ много оперировал во фронтовых условиях. Награждён орденами Отечественной войны 1-й и 2-й степени, медалями. В 1945 году уволен в отставку в звании полковника медицинской службы. 29 апреля 1945 года вступил в заведование кафедрой общей хирургии 2-го Ленинградского медицинского института. 
В сфере научных интересов Тальмана были вопросы совершенствования методов обезболивания в военно-полевой хирургии (изучение гексеналового наркоза, разработка применения совкаина), патологии и лечения ран и раневой инфекции, проблемы хирургии почек, мочеточников, желчных путей, варикозных вен нижних конечностей. К 1962 году Тальман собрал в литературе всего около 300 случаев опухолей каротидной железы. Автор более 60 печатных работ, в том числе 4 монографий.
Под руководством профессора И. М. Тальмана защищены 10 кандидатских и 4 докторских диссертаций, посвященных широкому кругу хирургических проблем.
Умер в 1965 году в Ленинграде. Похоронен на Богословском кладбище, площадка  Военно-медицинской академии, участок № 30. Барельеф на его надгробии выполнил скульптор А. А. Королюк.

## Избранные работы
- Санитарная служба армии Соединенных Штатов Америки в мировую войну / И. М. Тальман, В. В. Лихачов, С. А. Новотельнов и др.; Сост. бригадой препод. Воен.-мед. акад. РККА им. С.М. Кирова; под ред. И. Тальмана. М.: Воениздат, 1939.
- Сборник трудов хирургических и урологической клиник Академии, посвященный XXXV-летней деятельности бригврача профессора А. И. Васильева / Отв. ред. бригврач проф. И. М. Тальман. Ленинград: Воен.-мед. акад. Кр. Армии им. С. М. Кирова, 1941.
- Тальман И. М. Варикозное расширение вен нижних конечностей. Ленинград: Медгиз. Ленингр. отд-ние, 1961.
- Тальман И. М. Предупреждение и лечение варикозного расширения вен. Ленинград: Медгиз. Ленингр. отд-ние, 1962.